# Christoph Neuhold
Christoph Neuhold (* 27. April 1994) ist ein österreichischer Handballspieler.

## Karriere
Der gebürtige Steirer begann das Handballspielen in der Jugendabteilung des ATV Trofaiach, seit 2010 wurde er vom selben Verein auch in der ersten Mannschaft eingesetzt. In der Saison 2009/10 gelang auch der Aufstieg in die zweithöchste Liga in Österreich. Bis 2013 spielte er mit den Steirern in der Handballbundesliga, mit Ende der Saison unterschrieb er einen Vertrag mit dem UHK Krems, da er dadurch die Möglichkeit hatte, in der Handball Liga Austria Erfahrung zu sammeln. In der Saison 2013/14 nahm er außerdem mit dem Jugend-Nationalteam Jahrgang 1994 als Vorbereitung auf die Heim-EM an der HLA teil.
2016 unterschrieb Neuhold einen Vertrag in Deutschland beim ASV Hamm der ab der Saison 2016/17 gültig war. Ab der Saison 2018/19 lief der Rückraumspieler für den HSC 2000 Coburg auf. Mit Coburg stieg er 2020 in die Bundesliga auf. Im Sommer 2021 wechselte er zum HC Elbflorenz. Anfang Februar 2022 wurde er bis zum Saisonende 2021/22 an den Ligakonkurrenten TuS Ferndorf ausgeliehen. Seit der Saison 2022/23 läuft Neuhold für die BT Füchse in der Handball Liga Austria auf.

## HLA-Bilanz
| Saison    | Verein    | Spielklasse | Tore | 7-Meter      | Feldtore |
| --------- | --------- | ----------- | ---- | ------------ | -------- |
| 2013/14   | UHK Krems | HLA         | 74   | 22/28        | 52       |
| 2014/15   | UHK Krems | HLA         | 86   | 7/11         | 79       |
| 2015/16   | UHK Krems | HLA         | 134  | 0/1          | 134      |
| 2013–2016 | gesamt    | HLA         | 294  | 29/40 (73 %) | 265      |

## Erfolge
- Aufstieg in die Handballbundesliga